# Фридрих Гессен-Дармштадтский (кардинал)
Фридрих Гессен-Дармштадтский (нем. Friedrich von Hessen-Darmstadt; 28 февраля 1616, Дармштадт, ландграфство Гессен-Дармштадт, Священная Римская империя — 19 февраля 1682, Бреслау, королевство Богемия, Земли богемской короны) — немецкий кардинал. Епископ Бреслау с 3 сентября 1671 по 19 февраля 1682. Кардинал-дьякон с 19 января 1652, с титулярной диаконией Санта-Мария-ин-Аквиро с 31 мая 1655 по 30 марта 1661. Кардинал-дьякон с титулярной диаконией Сан-Чезарео-ин-Палатио с 30 марта 1661 по 14 ноября 1667. Кардинал-дьякон с титулярной диаконией Сант-Эустакьо с 14 ноября 1667 по 12 марта 1668. Кардинал-дьякон с титулярной диаконией Сан-Никола-ин-Карчере с 12 марта 1668 по 14 мая 1670. Кардинал-дьякон с титулярной диаконией Сант-Агата-алла-Субурра с 14 мая 1670.

## Биография
Родился Фридрих Гессен-Дармштадтский 28 февраля 1616 года, в Дармштадте, ландграфство Гессен-Дармштадт, Священная Римская империя. Фридрих был двенадцатым ребёнком ландграфа Людвига V фон Гессен-Дармштадт и Магдалены Бранденбургской. В 1636 году перешёл в католичество из лютеранства.
Вступил в орден Святого Иоанна Иерусалимского.
Великий приор своего ордена в Германии и имперский князь Хайтерсхайма с 1647 года. Префект галер Мальты. Путешествовал по всей Италии, Испании и Германии. Адмирал восточного флота и галер Испании. Префект Сардинии.
Возведён в кардиналы-дьяконы на консистории от 19 февраля 1652 года. Участник Конклава 1655 года, который избрал Папу Александра VII. Получил красную шляпу и титулярную диаконию Санта-Мария-ин-Аквиро, 31 мая 1655 года.
Легат вместе с кардиналом Карло Медичи перед королевой Швеции Кристиной, которая обратилась в католичество и прибыла в Рим 29 ноября 1655 года. Переведён в титулярную диаконию Сан-Чезарео-ин-Палатио, 30 марта 1661 года.
Участник Конклаве 1667 года, который избрал Папу Климента IX. Переведён в титулярную диаконию Сант-Эустакьо, 14 ноября 1667 года. Переведён в титулярную диаконию Сан-Никола-ин-Карчере, 12 марта 1668 года. Участник Конклава 1669—1670 годов, который избрал Папу Климента X. Переведён в титулярную диаконию Сант-Агата-алла-Субурра, 14 мая 1670 года.
3 сентября 1671 года избран епископом Бреслау его капитулом. 16 октября 1671 года назначен администратором Бреслау на период шести месяцев. Рукоположен в священника 21 марта 1672 года. Хиротонисан в епископа 5 февраля 1673 года, в церкви Сант-Иньяцио, в Риме. Ординацию возглавил консекратор кардинал Федерико Сфорца, которому помогали соконсекраторы Алессандро Крешенци, титулярный патриарх Александрии и Эджидио Колонна, титулярного патриарха Иерусалима.
Не участвовал в Конклаве 1676 года, который избрал Папу Иннокентия XI.
Скончался кардинал Фридрих Гессен-Дармштадтский 19 февраля 1682 года, в Бреслау. Тело было выставлено и похоронено в капелле Святой Елизаветы в соборе Бреслау.